# Чанівський район
Чановський район — муніципальне утворення в Новосибірської області  Росії.
Адміністративний центр — селище міського типу Чани.

## Географія
Район розташований на заході Новосибірської області. Межує з Венгеровський, Куйбишевським, Барабинський, Купинський, Чистоозерним і Татарським районами Новосибірської області. На території району розташоване одне з найбільших в Сибіру, після Байкалу, озеро Чани.
Територія району за даними на 2008 рік — 551,5 тис. га, у тому числі сільгоспугіддя — 335,2 тис. га (60,8 % всієї площі). Протяжність району з півночі на південь становить 98 км і з заходу на схід — 104 км.

## Історія
Район утворений в 1925 роцы в складі Барабинського округу Сибірського краю, з 1930 у складі Західно-Сибірського краю. В 1937 році район був включений до складу новоутвореної Новосибірської області.

## Населення
| 2002    | 2009    | 2010    | 2011    | 2012    | 2013    | 2014    |
| ------- | ------- | ------- | ------- | ------- | ------- | ------- |
| 29 391  | ↘28 250 | ↘28 133 | ↘25 478 | ↘25 148 | ↘24 856 | ↘24 492 |
| 2015    | 2016    | 2017    | 2018    | 2019    |         |         |
| ↘24 137 | ↘23 971 | ↘23 713 | ↘23 495 | ↘23 239 |         |         |